# Carlo Salotti
Carlo Salotti (25 de julho de 1870 - 24 de outubro de 1947) foi um cardeal italiano da Igreja Católica Romana. Ele serviu como Prefeito da Sagrada Congregação dos Ritos desde 1938 até sua morte, e foi elevado ao cardinalato In pectore em setembro de 1933.

## Biografia
Nascido em Grotte di Castro, Carlo Salotti frequentou o seminário em Orvieto antes de ir para Roma, onde estudou no Pontifício Ateneu Romano S. Apollinare e na Royal University. Foi ordenado ao sacerdócio em 22 de setembro de 1894, e depois terminou seus estudos em 1897. Enquanto realizava seu ministério pastoral em Roma até 1912, Salotti tornou-se professor em sua alma mater do Pontifício Ateneu Romano S. Apolinário em 1902. Em 20 de julho de 1915 ele foi elevado ao posto de Prelado Nacional de Sua Santidade. Entrou na Cúria Romana em 10 de julho de 1915 como assessor da Congregação dos Ritos e subpromoter da Fé, tornando-se mais tarde Promotor da Fé em 1925.
Em 30 de junho de 1930, Salotti foi nomeado Arcebispo Titular de Philippópolis na Trácia pelo Papa Pio XI e Secretário da Congregação para a Propagação da Fé, onde serviu sob os cardeais van Rossum e Pietro Fumasoni Biondi , e reitor da Pontifícia Universidade Urbaniana. quatro dias depois, em 3 de julho. Ele recebeu sua consagração episcopal no dia 6 de julho do cardeal Dom Willem Marinus Cardeal van Rossum, C.Ss.R., com os bispos Luigi Olivarès, S.D.B. e Giovanni Rosi servindo como co-consagradores, no Basílica de Sacro Cuore di Gesù a Castro Pretorio. Durante o seu mandato como reitor da Universidade Urbaniana, fundou o Instituto Missionário Científico da mesma universidade.
Salotti elogiou o Papa Pio XI por sua dedicação à atividade missionária na Rádio Vaticano em outubro de 1931, e o Papa apreciou o trabalho de Salotti como Secretário da Congregação e elevou-o ao Colégio dos Cardeais em 13 de março de 1933, mas anonimamente ( in pectore ), de modo a permitir-lhe continuar o seu trabalho nesse campo. Sua nomeação como Cardeal-Sacerdote de San Bartolomeo all'Isola foi publicada no consistório de 16 de dezembro de 1935. Em 14 de setembro de 1938, Salotti foi nomeado Prefeito da Congregação dos Ritos e participou no Conclave de 1939, que selecionou o Papa Pio XII, que o levou ao cardeal bispo de Palestrina em 11 de dezembro de 1939.
Salotti morreu de uma doença no fígado em Roma, aos 77 anos. Ele está enterrado em sua terra natal, Grotte di Castro.